# Carlos Pedroso
Carlos Alberto Pedroso Curiel (28 de enero de 1967-25 de diciembre de 2024) fue un deportista cubano que compitió en esgrima, especialista en la modalidad de espada.
Participó en los Juegos Olímpicos de Sídney 2000, obteniendo una medalla de bronce en la prueba por equipos. Ganó cuatro medallas en el Campeonato Mundial de Esgrima entre los años 1989 y 1999.

## Palmarés internacional
| Juegos Olímpicos   | Juegos Olímpicos            | Juegos Olímpicos  | Juegos Olímpicos   |
| Año                | Lugar                       | Medalla           | Prueba             |
| ------------------ | --------------------------- | ----------------- | ------------------ |
| 2000               | Sídney (Australia)          | Medalla de bronce | Espada por equipos |
| Campeonato Mundial |                             |                   |                    |
| Año                | Lugar                       | Medalla           | Prueba             |
| 1989               | Denver (Estados Unidos)     | Medalla de bronce | Espada por equipos |
| 1997               | Ciudad del Cabo (Sudáfrica) | Medalla de oro    | Espada por equipos |
| 1998               | La Chaux-de-Fonds (Suiza)   | Medalla de bronce | Espada individual  |
| 1999               | Seúl (Corea del Sur)        | Medalla de bronce | Espada por equipos |